# Napomyza
Napomyza este un gen de muște din familia Agromyzidae.

## Specii[1]
- Napomyza achilleanella
- Napomyza acutiventris
- Napomyza alpipennis
- Napomyza angulata
- Napomyza annulipes
- Napomyza arcticola
- Napomyza bellidis
- Napomyza blairmorensis
- Napomyza bupleuri
- Napomyza carotae
- Napomyza cichorii
- Napomyza clematidicolla
- Napomyza clematidis
- Napomyza costata
- Napomyza curvipes
- Napomyza drakensbergensis
- Napomyza dubia
- Napomyza elegans
- Napomyza enigmoides
- Napomyza evanescens
- Napomyza eximia
- Napomyza filipenduliphila
- Napomyza flavivertex
- Napomyza flavohumeralis
- Napomyza genualis
- Napomyza glabra
- Napomyza grandella
- Napomyza gymnostoma
- Napomyza hermonensis
- Napomyza hirta
- Napomyza hirtella
- Napomyza hirticornis
- Napomyza humeralis
- Napomyza immanis
- Napomyza immerita
- Napomyza improvisa
- Napomyza kandybinae
- Napomyza lacustris
- Napomyza lateralis
- Napomyza laterella
- Napomyza lyalli
- Napomyza manni
- Napomyza marginalis
- Napomyza maritima
- Napomyza merita
- Napomyza mima
- Napomyza mimica
- Napomyza mimula
- Napomyza minima
- Napomyza minuta
- Napomyza minutissima
- Napomyza montanoides
- Napomyza munroi
- Napomyza neglecta
- Napomyza nigriceps
- Napomyza nigricoxa
- Napomyza nigritula
- Napomyza nugax
- Napomyza pallens
- Napomyza paratripolii
- Napomyza plumea
- Napomyza plumigera
- Napomyza prima
- Napomyza pubescens
- Napomyza ranunculella
- Napomyza ranunculicaulis
- Napomyza renovata
- Napomyza schusteri
- Napomyza scrophulariae
- Napomyza strana
- Napomyza subeximia
- Napomyza suda
- Napomyza tanaitica
- Napomyza tenuifrons
- Napomyza thalhammeri
- Napomyza tripolii
- Napomyza vivida
- Napomyza zimini